# Paroi de glace
Paroi de glace (氷壁, Hyōheki) est un roman de l'écrivain japonais Yasushi Inoue publié en 1956. 

## Résumé
La montagne est ici employée comme métaphore pour raconter la genèse d’une relation amoureuse entre Uozu, un jeune alpiniste, et Minako, une femme mariée à un homme plus âgé qu’elle, et qu’elle n’a probablement jamais aimé. Le récit décrit les vies parallèles de ces deux personnages qui s’imprègnent progressivement de leur attirance mutuelle, irrésistible, mais potentiellement destructrice. 
Un compagnon de cordée et ami d’Uozu, Kosaka, son double, amoureux lui aussi de Minako, mais rejeté par elle, fait une chute mortelle lors d’une escalade, sa corde en nylon s’étant cassée pour une raison qui restera toujours obscure, signifiant qu’il a été une victime malheureuse d’une liaison funeste. Personnage d’une élévation morale extrême, Uozu, quant à lui, ne peut concevoir une union avec « la femme d’un autre », mais ne peut cesser d’aimer Minako. Il décide de se marier avec la jeune sœur de Kosaka, mais poursuit des objectifs de plus en plus téméraires en montagne, ce qui élève à une dimension tragique, voire épique, ce récit d’une délicatesse extrême.

## Éditions françaises
- Paris, Éditions Stock, coll. « Nouveau cabinet cosmopolite », 1998  (ISBN 2-234-04771-4)
- Paris, Éditions Stock, coll. « La cosmopolite », 2001  (ISBN 2-234-05372-2)